# Batasio elongatus
Batasio elongatus е вид лъчеперка от семейство Bagridae.

## Разпространение
Видът е разпространен в Мианмар.

## Описание
На дължина достигат до 7,6 cm.